# غريغ أورتن
غريغ أورتن (بالإنجليزية: Greg Orton)‏ هو لاعب كرة قدم أمريكية أمريكي، ولد في 17 ديسمبر 1986 في دايتون في الولايات المتحدة.

## وصلات خارجية
- غريغ أورتن على موقع مرجع كرة القدم المحترفة.كوم (الإنجليزية)